# Brachychiton diversifolius
Brachychiton diversifolius là một loài thực vật có hoa trong họ Cẩm quỳ. Loài này được R.Br. mô tả khoa học đầu tiên năm 1844.